# Részvénytársaságok Magyarországon
A részvénytársaság (röviden: rt.) a magyar jog szerint egy tőkeegyesítő társasági forma, amely  zártkörűen (zrt.) és nyilvánosan (nyrt.) működtethető. Alapítása csak zártkörű formában lehetséges, míg a működési forma megváltoztatásával válhat nyilvánossá. A hitelezőkkel szemben a részvénytársaság részvényeseinek nem áll fenn mögöttes felelőssége ellentétben például a közkereseti társaság (kkt.) tagjával és a betéti társaság (bt.) beltagjával, ezért csak jelentős alaptőkével alapítható. A részvénytársaságnak rendelkeznie kell egy bizonyos, a törvényben meghatározott mértékű alaptőkével, amely valójában az összes részvény névértékének összege. A zártkörűen működő részvénytársaság alaptőkéje (2007. szeptember 1-je óta) nem lehet kevesebb 5 millió forintnál, a nyilvánosan működő részvénytársaság alaptőkéje pedig nem lehet kevesebb 20 millió forintnál.

## Története
| Év   | Részvénytársaságok száma |
| ---- | ------------------------ |
| 1990 | 646                      |
| 1991 | 1072                     |
| 1992 | 1712                     |
| 1993 | 2375                     |
| 1994 | 2896                     |
| 1995 | 3186                     |
| 1996 | 3536                     |
| 1997 | 3929                     |
| 1998 | 4251                     |
| 1999 | 4350                     |
| 2000 | 4372                     |
| 2001 | 4423                     |
| 2002 | 4425                     |
| 2003 | 4345                     |
| 2004 | 4357                     |
| 2005 | 4371                     |
| 2006 | 4373                     |
| 2007 | 4493                     |
| 2008 | 4828                     |
| 2009 | 5020                     |
| 2010 | 5269                     |
| 2011 | 5593                     |
| 2012 | 5774                     |
| 2013 | 5944                     |
| 2014 | 6105                     |
| 2015 | 6305                     |
| 2016 | 6518                     |
| 2017 | 6783                     |
| 2018 | 7083                     |
| 2019 | 7351                     |
| 2020 | 7700                     |
| 2021 | 8150                     |

### Fogalma
A részvénytársaság szabályozása a polgári törvénykönyvről szóló 2013. évi V. törvény harmadik könyvében található. Ennek értelmében az alapításnál kötelező minden részvényes vagyoni hozzájárulása, amely lehet pénzbeli, illetve nem pénzbeli (ún. apport) hozzájárulás. A nem pénzbeli hozzájárulás lehet bármilyen vagyoni értékkel rendelkező dolog, szellemi alkotáshoz fűződő vagy egyéb vagyoni értékű jog, és apportálható az adós által elismert, vagy jogerős bírósági határozaton alapuló követelés is.
A részvénytársaság olyan gazdasági társaság, amely előre meghatározott számú és névértékű részvényből álló alaptőkével működik, és a részvényes kötelezettsége a részvénytársasággal szemben a részvény névértékének vagy kibocsátási értékének szolgáltatására terjed ki. A részvénytársaság kötelezettségeiért a részvényes - ha e törvény eltérően nem rendelkezik - nem köteles helytállni.

## Működési formái
A tőkepiacról szóló törvényt módosító 2005. évi LXII. törvény 156. §-a szerint a részvénytársaságoknak rendelkezniük kell arról, hogy zártkörűen vagy nyilvánosan működnek, továbbá a működési forma megnevezését a cégnevükben is fel kell tüntetniük.
A hatályos magyar polgári törvénykönyv meghatározása szerint a részvénytársaság kétféle formában működhet:
- a) amelyik részvénytársaságnak a részvényeit tőzsdére bevezették, nyilvánosan működő részvénytársaságnak (nyrt.) minősül.[5]
- b) Ezzel szemben az olyan részvénytársaság, amelynek a részvényei nincsenek bevezetve tőzsdére, zártkörűen működő részvénytársaságnak (zrt.) minősül.[6]

## A részvénytársaságra vonatkozó főbb szabályok

### A működési forma megváltoztatása
A működési forma megváltoztatásához a közgyűlés legalább háromnegyedes szótöbbséggel hozott határozatára van szükség.
A közgyűlési határozat a zártkörűen működő részvénytársaság nyilvánosan működő részvénytársasággá alakulása esetén a részvénytársaság részvényeinek tőzsdére történő bevezetésével hatályosul, míg a nyilvánosan működő részvénytársaság zártkörűen működő részvénytársasággá alakulása esetén a részvényeknek a tőzsdéről történő kivezetésével válik hatályossá.

### Az alaptőke
Az összes részvény névértékének összege a részvénytársaság alaptőkéje. A zártkörűen működő részvénytársaság alaptőkéje nem lehet kevesebb ötmillió forintnál. A nyilvánosan működő részvénytársaság alaptőkéje nem lehet kevesebb húszmillió forintnál. A pénzbeli hozzájárulás összege alapításkor nem lehet kevesebb az alaptőke harminc százalékánál. A részvény névértéken alul történő kibocsátása semmis. A névértéken aluli kibocsátásból eredő károkért harmadik személyekkel szemben a részvénytársaság nyilvántartásba való bejegyzését megelőzően történt kibocsátás esetén az alapítókat, a nyilvántartásba való bejegyzést követően történt kibocsátás esetén a társaságot terheli felelősség a szerződésen kívül okozott károkért való felelősség szabályai szerint. Több alapítót a felelősség egyetemlegesen terheli. A részvény névértéke meghatározható az alaptőke mindenkori összegének hányadában (hányadrészvény). Ilyen esetben a részvényen a részvény által megtestesített hányadot kell feltüntetni, és az alaptőke összegét a részvényen nem kell megadni.
Tilos a részvénytársaság alapítása során a részvénytársaság részvényeseit és alaptőkéjét nyilvános felhívás útján gyűjteni.

### Egyéb szabályok
Tilos a részvényesi jogok gyakorlásával összefüggésben az azonos részvénysorozatba tartozó részvényekkel rendelkező részvényesek közötti hátrányos különbségtétel.
A részvényes a részvényesi jogok gyakorlására a társasággal szemben a részvény vagy letéti, illetve tulajdonosi igazolás alapján, a részvénykönyvbe történő bejegyzést követően jogosult.
A részvénytársaság saját tőkéjéből a részvényes javára, annak tagsági jogviszonyára figyelemmel kifizetést a részvénytársaság fennállása során az e törvényben meghatározott esetekben és - az alaptőke leszállításának esetét kivéve - a tárgyévi adózott eredményből, illetve a szabad eredménytartalékkal kiegészített tárgyévi adózott eredményből teljesíthet. Nem kerülhet sor kifizetésre, ha a részvénytársaság saját tőkéje nem éri el vagy a kifizetés következtében nem érné el a részvénytársaság alaptőkéjét, továbbá ha a kifizetés veszélyeztetné a társaság fizetőképességét.

## Zártkörűen működő részvénytársaság
A zártkörűen működő részvénytársaság, röviden zrt. a cégek azon formája, amely részvénytársaság ugyan, de a részvényesek köre zárt mind az alapítás, mind a működés során, a részvények nem kerülhetnek nyilvános forgalomba. Magyarul, sem tőzsdén, sem más szabályozott piacon nem lehet az ilyen részvényeket megvenni, csak a részvényesi körbe tartozóktól. A zrt. alapszabályában meghatározható például az, hogy a részvények kiknek adhatók el, vagy hogy a részvényeseknek elővásárlási joguk van kívülálló harmadik személyekkel szemben. A zártkörűen működő részvénytársaság alapszabálya széleskörűen korlátozhatja a részvények átruházását. Ez a társasági forma főleg a kisebb cégekre jellemző, illetve a nagy multinacionális cégek országos leányvállalataira, ahol nem szeretnék még azt sem, ha a részvényesi kör egy kis része cserélődne bizonyos időközönként. A részvénytársaság elnevezésének tükröznie kell működési formáját.

## Részvényfajták, részvényosztályok, részvénysorozatok

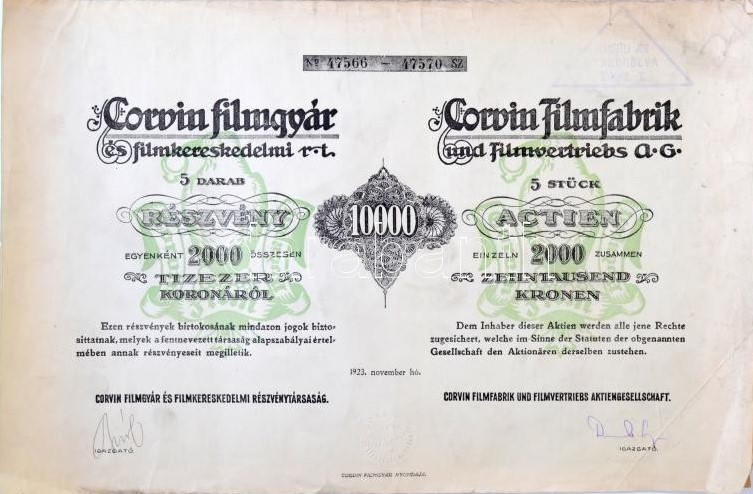
A Corvin Filmgyár és Filmkereskedelmi Rt. részvénye

A részvénytársaság által kibocsátható részvényfajták: 
- a) törzsrészvény;
- b) elsőbbségi részvény;
- c) dolgozói részvény;
- d) kamatozó részvény;
- e) visszaváltható részvény.[16]

Az elsőbbségi részvényfajtán belül a részvények az elsőbbséggel érintett részvényesi jogok szerint különböző részvényosztályokba tartozhatnak, egy részvényosztályon belül eltérő tartalmú és mértékű tagsági jogokat megtestesítő részvények kerülhetnek kibocsátásra. Egy részvényfajtán vagy részvényosztályon belül több részvénysorozat bocsátható ki.

### Törzsrészvény
A törzsrészvény olyan részvény, amely nem tartozik az elsőbbségi, a dolgozói, a kamatozó, a visszaváltható vagy az alapszabályban nevesített egyéb részvényfajtába sem. A részvénytársaság által kibocsátott törzsrészvények össznévértékének mindenkor meg kell haladnia a részvénytársaság alaptőkéjének a felét.

### Elsőbbségi részvény
A részvénytársaság alapszabálya az erre vonatkozó feltételek meghatározásával rendelkezhet olyan részvény kibocsátásáról, amely más részvényfajtával szemben a részvényesnek meghatározott előnyt biztosít.
Az alapszabály az elsőbbségi részvényfajtán belül
- a) osztalékelsőbbséget;
- b) a részvénytársaság jogutód nélkül történő megszűnése esetén a felosztásra kerülő vagyonból történő részesedés elsőbbségét;
- c) a szavazati joggal összefüggő elsőbbséget;
- d) vezető tisztségviselő vagy felügyelőbizottsági tag kijelölésére vonatkozó elsőbbséget;
- e) elővásárlási jogot; valamint
- f) az a)-e) pontok szerinti elsőbbségi jogosultságok közül egyidejűleg többet is biztosító részvényosztályokat határozhat meg.[22]

Az alapszabály a feltételek meghatározása mellett rendelkezhet olyan elsőbbségi részvényosztályba tartozó részvénysorozat kibocsátásáról, amelynek részvényeit a részvényes kérésére a társaság más elsőbbségi részvényosztályba tartozó részvényre vagy törzsrészvényre köteles átcserélni, vagy amelynek részvényeit a részvénytársaság saját döntése alapján cserélheti át más elsőbbségi részvényosztályba tartozó részvényre vagy törzsrészvényre.

### Osztalékelsőbbségi részvény
Az osztalékelsőbbséget biztosító részvény a részvényesek között felosztható adózott eredményből a más részvényfajtába és részvényosztályba tartozó részvényeknél kedvezőbb mértékben jogosít osztalékra.
Ha az osztalékelsőbbségi részvényhez kapcsolódó szavazati jogot az alapszabály korlátozza vagy kizárja, és a részvénytársaság valamely üzleti évben nem fizet osztalékot az osztalékelsőbbségi részvényeseknek, vagy a kifizetett osztalék nem éri el az osztalékelsőbbségi részvény alapján járó osztalék mértékét, az osztalékelsőbbségi részvény alapján a szavazati jog a következő üzleti évre vonatkozó éves beszámoló elfogadásáig korlátozás nélkül gyakorolható.

### Szavazatelsőbbségi részvény
A szavazatelsőbbségi jogot biztosító részvény alapján a részvényes az alapszabályban meghatározott mértékű többszörös szavazati jogot gyakorolhat. Nyilvánosan működő részvénytársaságnál az egy részvényhez kapcsolódó szavazati jog nem haladhatja meg a részvény névértékéhez igazodó szavazati jog tízszeresét; az alapszabály ettől eltérő rendelkezése semmis.
Vétójogot biztosító szavazatelsőbbségi részvény alapján az ilyen részvénnyel rendelkező, jelen lévő részvényesek egyszerű szótöbbségének igenlő szavazata mellett - ha a szavazatelsőbbséget biztosító részvényből egy részvény került kibocsátásra, az e részvénnyel rendelkező részvényes igenlő szavazatával - hozható meg a közgyűlési határozat.

### Vezető tisztségviselő, felügyelőbizottsági tag kijelölésére vonatkozó elsőbbségi részvény
A vezető tisztségviselő kijelölésére vonatkozó elsőbbségi részvény alapján a részvényesek az alapszabályban meghatározott módon és eljárási rendben jogosultak az igazgatóság egy vagy több tagjának a kijelölésére, akik a kijelölés elfogadásával az igazgatóság tagjává válnak.
Ha az elsőbbségi részvényesek az alapszabályban előírt eljárási rendben és az ott meghatározott határidőn belül nem jelölik ki a vezető tisztségviselőt, a vezető tisztségviselő megválasztásának joga az erre egyébként jogosult társasági szervet illeti meg az általános szabályok szerint.
Az elsőbbségi részvényesek jogosultak az általuk kijelölt igazgatósági tag visszahívására. Az alapszabályban meghatározott feltételek bekövetkezte esetén az elsőbbségi részvényesek kötelesek az általuk kijelölt igazgatósági tag visszahívására. Ha e kötelezettségüknek az alapszabályban meghatározott határidőn belül nem tesznek eleget, a visszahívás joga a vezető tisztségviselők visszahívására egyébként jogosult társasági szervet illeti meg. A visszahívott vezető tisztségviselő helyett ilyen esetben is az elsőbbségi részvényesek jelölhetnek ki új vezető tisztségviselőt.
Vezető tisztségviselő kijelölésére vonatkozó elsőbbségi részvény nem bocsátható ki, ha a részvénytársaságnál az igazgatóság jogkörét vezérigazgató gyakorolja. A felügyelőbizottsági tag kijelölésére vonatkozó elsőbbségi részvény alapján a felügyelőbizottsági tag kijelölésére, illetve visszahívására az (1)-(3) bekezdésben foglalt szabályokat kell megfelelően alkalmazni. Nyilvánosan működő részvénytársaság nem bocsáthat ki vezető tisztségviselő, illetve felügyelőbizottsági tag kijelölésére vonatkozó elsőbbségi részvényt.

### Elővásárlási jogot biztosító részvény
A zártkörűen működő részvénytársaság alapszabálya rendelkezhet olyan részvényosztály kibocsátásáról, amelynek alapján a részvényest a részvénytársaság által kibocsátott, pénzszolgáltatás ellenében átruházni kívánt részvényekre elővásárlási jog illeti meg.
Ha a részvényes az átruházási szándék és a kapott vételi ajánlat feltételeinek közlésétől számított tizenöt napon belül nem nyilatkozik, úgy kell tekinteni, hogy elővásárlási jogával nem kíván élni.

### Nyilvánosan működő részvénytársaság elsőbbségi részvényei
Ha a zártkörűen működő részvénytársaság nyilvánosan működő részvénytársasággá kíván alakulni, a vezető tisztségviselő vagy felügyelőbizottsági tag kijelölésére vonatkozó, illetve az elővásárlási jogot biztosító elsőbbségi részvényeit, valamint az olyan elsőbbségi részvényeit, amelyek osztalékelsőbbségre, illetve likvidációs hányadhoz fűződő elsőbbségre vonatkozó jogosultságon kívül együttesen egyéb elsőbbségi jogokat testesítenek meg, a tőzsdei bevezetést megelőzően át kell alakítani a nyilvánosan működő részvénytársaságok által is kibocsátható elsőbbségi részvénnyé vagy törzsrészvénnyé.

### Dolgozói részvény kibocsátása
Dolgozói részvény a részvénytársaságnál teljes, illetve részmunkaidőben foglalkoztatott munkavállalók számára - ingyenesen vagy a részvény névértékénél alacsonyabb, kedvezményes áron - bocsátható ki. Ha az alapszabály a dolgozói részvényhez osztalékelsőbbségi jogot kapcsol, e jog az osztalékelsőbbséget biztosító részvényosztályba tartozó részvényekkel rendelkező részvényeseket követően gyakorolható. A dolgozói részvényt a részvénytársaság alaptőkéjének felemelésével egyidejűleg, legfeljebb a felemelt alaptőke tizenöt százalékáig lehet forgalomba hozni.

### A dolgozói részvény átruházása és öröklése
A dolgozói részvény érvényesen a részvénytársaság munkavállalóira és azokra ruházható át, akik számára az alapszabály ezt a jogot a részvénytársasággal fennállt korábbi munkaviszonyukra tekintettel biztosítja.
Ha a munkavállaló munkaviszonya megszűnik, és emiatt dolgozói részvény megszerzésére már nem jogosult, dolgozói részvényeit a munkaviszonya megszűnésétől számított hat hónap elteltét követő első közgyűlésig átruházhatja.
A dolgozói részvény tulajdonosának halála esetén az örökös
- a) ha hagyatéki eljárásra nem került sor, az örökhagyó halálától;
- b) hagyatéki eljárás esetén a hagyaték teljes hatályú átadásáról rendelkező hagyatékátadó végzés jogerőre emelkedése napjától;
- c) öröklési per esetén a bírósági ítélet jogerőre emelkedése napjától számított hat hónap elteltét követő első közgyűlésig ruházhatja át a dolgozói részvényt.[42]

Ha a volt munkavállaló a (2) bekezdésben foglaltak szerint, illetve az örökös a számára biztosított határidő alatt a dolgozói részvényt nem ruházta át, a részvénytársaság a határidőt lezáró közgyűlésen határozhat a dolgozói részvény bevonásáról vagy arról, hogy a dolgozói részvényt más részvényfajtává átalakítva értékesíti. Ebben az esetben a volt munkavállalót, illetve örökösét a részvény névértéke illeti meg, amelyet a részvény bevonásától vagy átruházásától számított harminc napon belül kell kifizetni.

### Kamatozó részvény
Az alapszabály az alaptőke tíz százalékát meg nem haladó mértékben rendelkezhet előre meghatározott mértékű kamatra jogosító részvény kibocsátásáról.
A kamatozó részvény tulajdonosát a részvényhez fűződő egyéb jogokon felül a részvény névértéke után a tárgyévi adózott eredményből, illetve a szabad eredménytartalékkal kiegészített tárgyévi adózott eredményből az alapszabályban meghatározott módon számított kamat illeti meg. Nem fizethető a részvényesnek kamat, ha ennek következtében a részvénytársaság saját tőkéje nem érné el a részvénytársaság alaptőkéjét.

### Visszaváltható részvény
Az alapszabály az alaptőke húsz százalékát meg nem haladó mértékben rendelkezhet olyan részvény kibocsátásáról, amely alapján a részvényre vonatkozóan
- a) a részvénytársaságot vételi jog;
- b) a részvényest eladási jog; vagy
- c) a részvénytársaságot vételi jog és a részvényest eladási jog illeti meg.[46]

A részvénytársaság olyan részvény vonatkozásában élhet vételi jogával vagy teljesítheti a részvényes eladási jogából fakadó kötelezettségeit, amelyekre vonatkozóan a részvényes a teljes névértéket, illetve kibocsátási értéket megfizette, és a nem pénzbeli vagyoni hozzájárulást a részvénytársaság rendelkezésére bocsátotta.
A részvénytársaság nem gyakorolhatja a vételi jogból fakadó jogait és nem teljesítheti az eladási jogból fakadó kötelezettségeit, ha a részvénytársaság osztalék fizetéséről sem határozhatna. A vételi, illetve eladási jog gyakorlásához a szükséges fedezet megállapításával összefüggésben a beszámolóban, illetve a közbenső mérlegben foglaltakat a mérleg fordulónapját követő hat hónapon belül lehet figyelembe venni.
A társaság a visszaváltott részvényeket az alaptőke kötelező leszállításának szabályai szerint bevonja.

### Egyéb részvényfajták
A részvénytársaság az e törvényben meghatározottakon kívül más részvényfajta vagy részvényosztály kibocsátását akkor határozhatja el, ha az alapszabályban meghatározza a kibocsátandó részvények által megtestesített tagsági jogok tartalmát és mértékét.

## Nyilvánosan működő részvénytársaság
A nyilvánosan működő részvénytársaság, röviden nyrt., olyan gazdasági társaság, amelynek részvényei (egészben vagy részben) az értékpapírokra vonatkozó szabályok betartásával, nyilvános eljárásban, részvényjegyzés útján kerülnek forgalomba. A részvény nyilvános forgalomba hozatalának előkészítésével és lebonyolításával a kibocsátó köteles befektetési szolgáltatót megbízni. A nyilvános forgalomba hozatali eljárás során a kibocsátó köteles a Felügyelet (MNB) által előzetesen jóváhagyott - kibocsátási tájékoztatót és nyilvános ajánlattételt (hirdetményt) közzétenni. A gyakorlatban ez azt jelenti, hogy a részvényeket a piaci szereplőknek, vagyis a befektetőknek kínálják fel. A befektetők érdekvédelme céljából szükséges tehát a MNB jóváhagyása. A hirdetményben megjelölt időben, helyen és módon bárki jegyezheti a részvényeket. A részvénytársaság elnevezése tükrözi ezt a működési formát. A nyilvánosan működő részvénytársaság részvényei gyakorta jegyezhetők a különböző tőzsdéken. Részvényesi körük a tőzsde alakulása folytán folyamatosan változik.